# Преминаване на Троянския отряд през Стара планина
Преминаване на Троянския отряд през Стара планина е част от зимното преминаване на Стара планина и заключителните действия на Действуващата Руската армия в Руско-турската война (1877-1878).

## Оперативна обстановка
На 19 декември 1877 г. Троянския отряд в състав от 6139 офицери и войници с командир генерал-лейтенант Павел Карцов получава заповед да премине Стара планина през Троянския проход на 24 декември 1877 г. При невъзможност да предприеме енергична демонстрация.
В състава на отряда влизат: 9-и Староингерманландски пехотен полк,10-и Новоингерманландски пехотен полк (два батальона и три роти), рота от 6-и сапьорен батальон, 30-и Донски казашки полк (6 сотни), 24-ти Донски казашки полк (4,5 сотни) 3-та батарея от 3-та Артилерийска бригада.
Османското командване изнася главните сили на Централната армия на Шипченския проход. За охрана на Троянски проход са съсредоточени 6 табора, рота от султанската гвардия и две оръдия.
Предвид изключителна трудния терен и сурови зимни условия, руските сили имат незначително превъзходство в жива сили и въоръжение.
Преминаването е предшествано от едномесечно разузнаване и старателна подготовка. Установени са пътеки достъпни за движение на войскови части, противниковия състав и въоръжение. Българското население осигурява прехраната на частите, приграждане за движение на пътя село Кнежа – Превала на прохода и теглителна сила за тежките товари. Главен тилов център на подготовката е Троянския манастир с игумен е архимандрит Макарий. В състава на Троянския руски отряд са включени българските доброволчески чети на Цеко Петков и Георги Пулевски. Състава им е до 1000 бойци.
Руските сили са разделени на две колони. Главната колона с командир генерал-лейтенант Павел Карцов се движи се по направлението Троян – с. Кнежа – с. Кърнаре. Предната колона с командир полковник Владимир Сухомлинов се движи по направлението на селата Шипково – Рахманли. Началото на преминаването е определено за 23 декември.

## Бойни действия
Колоните излизат от изходните пунктове призори на 23 декември. Предната колона се натъква на големи снежни преспи и е застигната от снежна буря. Връща се и се присъединава към главната колона, която е формирана в три ешелона. Разстоянието до превала на прохода е изминато от първия ешелон за 12 часа, при температура на въздуха – 20 градуса, стръмен наклон и с разчистване на снежни преспи.
Привечер пристига и четата на Цеко Петков. Опита с фронтална атака да се превземе вражеската позиция е отбит. Частите нощуват в гората. На 24 и 25 декември пристига втория и третия ешелон. Разкрита е пътека в обход на противниковата позиция. Частите са прегрупирани в две колони. Лява, за обход на противника и дясна, която нанася главният удар. Османските сили са раздвоени.
Около 9:00 часа на 26 декември независимо, че попада под артилерийски обстрел от местността Орлово гнездо, лявата колона атакува тила на османските укрепления. Дясната колона преминава незабавно в обща атака, противника побягва и изоставя позициите, като отстъпва към долината на река Стряма. Частите на Троянски руски отряд, след спускане по южния склон на прохода влизат в селата Теке и Кърнаре.
Руските загуби са 58 убити и ранени и 48 измръзнали офицери и войници. Османски загуби са неизвестни.